# Petra Stykow
Petra Stykow (* 27. Mai 1961 in Ilmenau) ist eine deutsche Politikwissenschaftlerin.
Petra Stykow studierte von 1979 bis 1984 Geschichte an der Lomonossow-Universität in Moskau. Im Jahr 1990 wurde sie an der Universität Dresden promoviert mit der Arbeit Hauptlinien der Entwicklung internationaler regionaler Beziehungen zwischen dem Bezirk Dresden (DDR) und den Wojewodschaften Wrocław und Jelenia Góra (VRP) von Ende der 50er Jahre bis 1981.
Von 1991 bis 1993 arbeitete Stykow als wissenschaftliche Mitarbeiterin an der Humboldt-Universität zu Berlin (HU). Anschließend war sie als wissenschaftliche Mitarbeiterin bei der Arbeitsgemeinschaft Transformationsprozesse in den Neuen Bundesländern der Max-Planck-Gesellschaft in Berlin tätig. In den Jahren 1997 bis 2002 arbeitete sie als wissenschaftliche Assistentin an der HU Berlin. Im Jahr 2003 erfolgte dort mit der Arbeit Staat und Wirtschaft in Russland. Interessenvermittlung zwischen Korruption und Konzertierung ihre Habilitation. Seit 2004 lehrt Stykow am Geschwister-Scholl-Institut als Professorin mit Schwerpunkt Politische Systeme in Osteuropa.
Stykow ist seit 1993 „staatlich geprüfte Übersetzerin für Deutsch und Russisch“.

## Schriften
Monografien
- Politikwissenschaftlich arbeiten (= UTB. Band 5126). Fink, Paderborn 2020, ISBN 3-8252-5126-8.
- Vergleich politischer Systeme (= UTB. Band 2933). Fink, Paderborn 2007, ISBN 3-8252-2933-5.
- Staat und Wirtschaft in Russland. Interessenvermittlung zwischen Korruption und Konzertierung. VS Verlag für Sozialwissenschaften, Wiesbaden 2006, ISBN 3-531-14916-4.

Herausgeberschaften
- Politikwissenschaftliche Arbeitstechniken (= UTB. Band 3117). 2., durchgesehene Auflage. Fink, München 2010, ISBN 978-3-8252-3137-8.
- Gesellschaft mit beschränkter Hoffnung. Reformfähigkeit und die Möglichkeit rationaler Politik. Festschrift für Helmut Wiesenthal. VS Verlag für Sozialwissenschaften, Wiesbaden 2004, ISBN 3-531-14039-6.